# Blahovičník Gunnův
Blahovičník Gunnův (Eucalyptus gunnii) je endemický druh blahovičníku rostoucí na pláních a svazích Centrální vysočiny v Tasmánii.

## Popis
Vyznačuje se kulatými, modrošedo-zelenými listy. Listy jsou na povrchu pokryty voskovým povlakem.Asi 3% listu tvoří vonné silice, které jsou vypařovány do okolního ovzduší.

## Areál rozšíření
Svůj původ má v Austrálii a Tasmánii. Ale díky své vysoké mrazuvzdornosti kolem -15 °C je rozšířen po celém světě.[zdroj?]

## Využití
Je dokázáno, že inhalace silic tohoto blahovičníku pozitivně ovlivňuje dýchací ústrojí. Užívá se zejména při astmatu, senné rýmě, bronchitidě nebo také na revmatické potíže. Účinné látky pomáhají při obnově kožních buněk, proto je také využíván na popáleniny nebo jiné poškození kůže.